# Bouenza
Bouenza is een van de twaalf departementen van Congo-Brazzaville en is in het zuiden van dat land gelegen. Het departement is meer dan 12.000 vierkante kilometer groot. Volgens berekening had het departement in 2007 ruim 220.000 inwoners. De hoofdstad van het departement is Madingou.

## Grenzen
Het departement Bouenza grenst kort aan een buurland van Congo-Brazzaville:
- De provincie Centraal-Kongo van Congo-Kinshasa in het zuiden.

Verdere grenzen vormt Bouenza met drie andere departementen van het land:
- Lékoumou in het noorden.
- Pool in het oosten.
- Niari in het westzuidwesten.

## Districten
Het departement is onderverdeeld in tien districten:
- Boko-Songho
- Kayes
- Kingoué
- Loudima
- Mabombo

- Madingou
- Mfouati
- Mouyondzi
- Tsiaki
- Yamba

Bouenza · Cuvette · Brazzaville · Cuvette-Ouest · Kouilou · Lékoumou · Likouala · Niari · Plateaux · Pointe-Noire · Pool · Sangha